# Вивиан, Энтони, 5-й барон Вивиан
Энтони Креспиньи Клод Вивиан, 5-й барон Вивиан (англ. Anthony Crespigny Claude Vivian, 5th Baron Vivian; 4 марта 1906 — 1991) — британский импресарио и ресторатор, ставший известен после покушения на его жизнь в 1954 году, предпринятым Мэвис Уилер, бывшей супругой Мортимера Уилера и хозяйкой Огастеса Джона.

## Биография
Родился в семье Джорджа Креспиньи Брабазона Вивиана, 4-го барона Вивиана, и Барбары Фаннинг. Окончил Итонский колледж, в 1940 году после смерти отца получил баронский титул и место в Палате лордов. В годы Второй мировой войны сначала работал импресарио при театре (1941), потом военным корреспондентом (1942), позднее служил в Королевском полку артиллерии и получил звание сержанта, но из-за ранения был признан инвалидом и негодным к службе. В 1943—1944 годах работал в полиции Хэмпшира, продолжил театральную деятельность в послевоенные годы в театре Герцога Йоркского.
8 марта 1930 года женился на Виктории Рут Мэри Розамунд Олифант (ум. 1985), дочери капитана Генри Джеррарда Лоуренса Олифанта и Рут Барри. В браке родились дочь Салли Энн Мэри Габриэль, сыновья Николас Креспиньи Лоуренс (наследник титула) и Виктор Энтони Ральф Брабазон.
30 июля 1954 года на лорда Вивиана в местечке Поттерн в Уилтшире совершила покушение его любовница Мэвис Уилер, бывшая жена сэра Мортимера Уилера и Горация де Вира Коула: она попыталась его застрелить из револьвера. Событие оказалось на первых полосах всех лондонских газет. Обвиняемая была осуждена на полгода тюрьмы. На суде прокурор заявил, что Уилер сильно ревновала лорда Вивиана ко всем женщинам, с которым он общался.
Скончался в 1991 году, сохраняя до конца жизни место в Палате лордов.